# Felix Radinger
Felix Radinger (* 12. Februar 1988) ist ein deutscher Ringer.

## Werdegang
Felix Radinger stammt aus Aschaffenburg-Schweinheim und begann im Alter von fünf Jahren 1993 mit dem Ringen. Er konzentriert sich dabei auf den griechisch-römischen Stil. Sein Heimatverein ist der TSV Gailbach. In der Bundesliga rang er für den TKSV Bonn-Duisdorf, die RWG Mömbris-Königshofen, den TuS Adelhausen, den KSV Ispringen und zuletzt für den SC Kleinostheim, dort beendete er 2019 seine Karriere. Sein Trainer ist Bernd Fröhlich. Als Erwachsener startete der 1,85 Meter große Athlet im Mittelgewicht bzw. im Halbschwergewicht. Er ist von Beruf Wirtschafts-Ingenieur.
Seine ersten größeren Erfolge auf nationaler Ebene waren der Gewinn der deutschen Juniorenmeisterschaft 2006, 2007 und 2008 jeweils im Mittelgewicht. 2007 und 2008 startete er auch bei zwei Junioren-Europameisterschaften und bei einer Junioren-Weltmeisterschaft. Die beste Platzierung, die er dabei erreichte, war ein 8. Platz bei der Junioren-Europameisterschaft 2008 in Kosice im Mittelgewicht.
2009 nahm Felix Radinger erstmals auch bei der Deutschen Meisterschaft der Senioren teil. Er musste sich dabei aber im Halbschwergewicht mit einem 10. Platz begnügen. In den Jahren 2010 bis 2017 erreichte er bei den Deutschen Meisterschaften der Senioren im Halbschwergewicht stets einen Platz auf dem Siegerpodium. 2010 wurde er Dritter hinter dem Olympiazweiten Mirko Englich und Andreas Fix, 2011 wurde er hinter Oliver Hassler Deutscher Vizemeister, 2012 kam er hinter Mirko Englich und Oliver Hassler wieder auf den 3. Platz und 2013 wurde er hinter Andreas Fix noch einmal Deutscher Vizemeister. Im Jahr 2014 unterlag er in einem packenden Finalkampf nur äußerst knapp Oliver Hassler und wurde erneut Vizemeister.
2013 wurde er bei der Europameisterschaft in Tiflis eingesetzt. Er zeigte dort im Halbschwergewicht hervorragende Kämpfe und kam nach Siegen über Timo Antero Kallio, Finnland und Laokratis Kessidis, Griechenland und Niederlagen gegen Wladislaw Metodiew, Bulgarien und Mélonin Noumonvi, Frankreich auf einen guten 5. Platz.
Den 5. Platz belegte Felix Radinger auch bei der Europameisterschaft 2014 in Vantaa/Finnland. Dabei besiegte er in seinem ersten Kampf den russischen Starter Musa Jewlojew, der sich bei der russischen Europameisterschaft-Ausscheidung gegen den Weltmeister von 2013 Nikita Melnikow durchgesetzt hatte, nach Punkten. In seinem zweiten Kampf siegte er über David Lengyel aus der Slowakei, dann verlor er gegen den Titelverteidiger Artur Aleksanjan aus Armenien knapp nach Punkten. Da Aleksanjan wieder Europameister wurde, konnte Felix Radinger in der Trostrunde weiterringen, in der er zunächst gegen Wladimir Wassiljew aus der Ukraine siegte, im Kampf um eine Bronzemedaille aber gegen Marthin Hamlet Nielsen aus Norwegen nach Punkten verlor.

## Internationale Erfolge
| Jahr | Platz | Wettbewerb                                  | Gewichtsklasse | Ergebnisse |
| 2007 | 10.   | Großer Preis von Deutschland in Dortmund    | Mittel         | Sieger: Artur Michalkiewicz, Polen vor Rene Zimmermann, Deutschland |
| 2007 | 22.   | Junioren-EM in Belgrad                      | Mittel         | Sieger: Alan Anatoljewitsch Chugajew, Russland vor Timo Antero Kallio, Finnland |
| 2008 | 15.   | Großer Preis von Deutschland in Dortmund    | Mittel         | Sieger: Melonin Noumonvi, Frankreich vor Andrei Baranowski, Polen |
| 2008 | 8.    | Junioren-EM in Kosice                       | Mittel         | Sieger: Robert Papp, Rumänien vor Alexander Schyschman, Ukraine |
| 2008 | 23.   | Junioren-WM in Istanbul                     | Mittel         | nach einer Niederlage gegen Timo Antero Kallio |
| 2010 | 12.   | Großer Preis von Deutschland in Dortmund    | Mittel         | Sieger: Melonin Noumonvi vor Mirko Englich, Deutschland |
| 2011 | 19.   | „Wladyslaw-Pytlasinski“-Memorial in Radom   | Halbschwer     | Sieger: Rustam Totrow, Russland vor Timofei Dseinitschenko, Weißrussland |
| 2012 | 5.    | Großer Preis von Deutschland in Dortmund    | Halbschwer     | hinter Frederik Schön, Schweden, Karam Mohammed Gaber Ibragim, Ägypten, Ardo Arusaar, Estland und Soso Jabidse, Georgien                                                                           |
| 2013 | 5.    | EM in Tiflis                                | Halbschwer     | nach Siegen über Timo Antero Kallio und Laokratis Kessidis, Griechenland und Niederlagen gegen Wladislaw Metodiew, Bulgarien und Mélonin Noumonvi, Frankreich                                      |
| 2013 | 5.    | Großer Preis von Deutschland in Dortmund    | Halbschwer     | hinter Dimitri Timchenko, Ukraine, Marthin Hamlet Nielsen, Norwegen, Timo Antero Kallio und Oliver Hassler, Deutschland                                                                            |
| 2013 | 9.    | Universiade in Kasan                        | Halbschwer     | Sieger: Nikita Melnikow, Russland vor Artur Aleksanjan, Armenien |
| 2014 | 10.   | Dan Kolow & Nikola Petrow-Memorial in Sofia | bis 98 kg      | Sieger: Artur Aleksanjan vor Wladimir Wassiljew, Ukraine |
| 2014 | 5.    | EM in Vantaa / Finnland                     | bis 98 kg      | nach Siegen über Musa Ewlojew, Russland und David Lengyel, Slowakei, einer Niederlage gegen Artur Aleksanjan, einem Sieg über Wladimir Wassiljew und einer Niederlage gegen Marthin Hamlet Nielsen |
| 2014 | 5.    | Studenten-WM in Pécs / Ungarn               | bis 98 kg      | nach Siegen über Yasuhiro Yonehira, Japan und Vladimir Vasilev, Ukraine und Niederlagen gegen Mahmut Alkan, Türkei und Alin Alexuc-Ciurariu, Rumänien                                              |

## Deutsche Meisterschaften
| Jahr | Platz | Altersgruppe | Gewichtsklasse | Ergebnisse                                                      |
| 2006 | 1.    | Junioren     | Mittel         | 2. Martin Schrade, 3. Christian Fischer                         |
| 2007 | 1.    | Junioren     | Mittel         | 2. Kim Werkle, 3. Christian Fischer                             |
| 2008 | 1.    | Junioren     | Mittel         | 2. Thomas Leffler, 3. Ramsin Azizsir                            |
| 2009 | 10.   | Senioren     | Halbschwer     | 1. Andreas Fix, 2. Björn Holk, 3. Oliver Hassler, 3. Coskun Efe |
| 2010 | 3.    | Senioren     | Halbschwer     | 1. Mirko Englich, 2. Andreas Fix, 3. Oliver Hassler             |
| 2011 | 2.    | Senioren     | Halbschwer     | 1. Oliver Hassler, 3. Mirko Englich, 3. Gabriel Fix             |
| 2012 | 3.    | Senioren     | Halbschwer     | 1. Mirko Englich, 2. Oliver Hassler, 3. Gabriel Fix             |
| 2013 | 2.    | Senioren     | Halbschwer     | 1. Andreas Fix, 3. David Stumpe, 3. Rene Zimmermann             |
| 2014 | 2.    | Senioren     | Halbschwer     | 1. Oliver Hassler, 3. Mirko Englich 3. Philipp Vanek            |
| 2015 | 7.    | Senioren     | Halbschwer     | 1. Peter Öhler, 2. Oliver Hassler, 3. Björn Holk, 3. Etka Sever |
| 2016 | 3.    | Senioren     | Halbschwer     | 1. Etka Sever, 2. Erkan Celik 3. Till Bialek                    |
| 2017 | 2.    | Senioren     | Halbschwer     | 1. Etka Sever, 3. Franz Richter 3. Alexander Tyschkowsk         |
| 2018 | 2.    | Senioren     | Halbschwer     | 1. Ramsin Azizsir, 3. Rolf Linke 3. Jan Zirn                    |

Erläuterungen
- alle Wettkämpfe im griechisch-römischen Stil
- WM = Weltmeisterschaft, EM = Europameisterschaft
- Mittelgewicht, Gewichtsklasse bis 84 kg, Halbschwergewicht, bis 96 kg Körpergewicht (bis 31. Dezember 2013); seit 1. Januar 2014 gilt eine neue Gewichtsklasseneinteilung durch den Ringer-Weltverband FILA